# 热马普
热马普（法語：Jemappes，法語發音：[ʒəmap]）是比利时瓦隆大区埃諾省的一个城镇。热马普原为一独立市镇，1977年，热马普与临近的17个市镇并入蒙斯，成为了蒙斯的一个片区。